# Zvučni labijalizirani velarni aproksimant
Zvučni labijalizirani velarni aproksimant glas je koji postoji u mnogim jezicima, a u međunarodnoj fonetskoj abecedi za nj se rabi simbol [w] ili rjeđe [ɰʷ] gdje se rabi znak za velarni aproksimant i znak za labijalizaciju. Riječ je o poluvokalnom pandanu glasa [u].
Glas se u hrvatskome standardnom jeziku pojavljuje kao alofon glasa [ʋ] uz glas [u] (primjerice, vuk [wûːk]), a prema nekima i [o].
U drugim se jezicima kao fonem pojavljuje u engleskom (water, well), poljskom (ne kod svih govornika, łaska), svahiliju (mwanafunzi) i mnogim drugim.
Karakteristike su:
- po načinu tvorbe jest aproksimant
- po mjestu tvorbe jest labijalizirani velarni suglasnik
- po zvučnosti jest zvučan.